# Gambrinus liga 2009/2010
Sezóna 2009/10 byla 17. ročníkem nejvyšší fotbalové soutěže samostatné České republiky – Gambrinus ligy. Tato sezóna začala 24. července 2009 předehrávaným utkáním Teplice – Sparta a vyvrcholila v květnu 2010. Hrálo se systémem každý s každým, a to jeden zápas doma a druhý na hřišti soupeře. Mistrovský titul ze sezóny 2008/09 obhajovala Slavia Praha, neúspěšně. O titulu se rozhodovalo až v posledním kole a získala ho AC Sparta Praha.

## Kluby
Právo účasti v první lize si vybojovaly v minulé sezóně opět dva kluby druhé ligy: Bohemians Praha 1905 jako mistr a FC Zenit Čáslav jako vicemistr. Klub Bohemians Praha 1905 se po ročním účinkování ve 2. lize opět vrátil do nejvyšší soutěže. Klub z Čáslavi se rozhodl vzdát se práva startu v nejvyšší soutěži a prodal jej klubu 1. FC Slovácko, který se tak vrátil do nejvyšší soutěže po dvou letech. Díky tomu nedošlo v rozmístění klubů oproti minulé sezóně ke změně, hrály ji i nadále 3 moravské, 1 slezský a 12 českých klubů, z toho 4 pražské.

## Tabulka
| Poř. | Tým                      | Z  | V  | R  | P  | VG | OG | B  |
| ---- | ------------------------ | -- | -- | -- | -- | -- | -- | -- |
| 1.   | AC Sparta Praha          | 30 | 16 | 14 | 0  | 42 | 14 | 62 |
| 2.   | FK Baumit Jablonec       | 30 | 18 | 7  | 5  | 42 | 24 | 61 |
| 3.   | FC Baník Ostrava         | 30 | 17 | 9  | 4  | 47 | 25 | 60 |
| 4.   | FK Teplice               | 30 | 15 | 10 | 5  | 44 | 25 | 55 |
| 5.   | FC Viktoria Plzeň (P)    | 30 | 12 | 12 | 6  | 42 | 33 | 48 |
| 6.   | SK Sigma Olomouc         | 30 | 14 | 5  | 11 | 49 | 36 | 47 |
| 7.   | SK Slavia Praha (C)      | 30 | 11 | 8  | 11 | 37 | 35 | 41 |
| 8.   | FK Mladá Boleslav        | 30 | 11 | 6  | 13 | 47 | 41 | 39 |
| 9.   | FC Slovan Liberec        | 30 | 10 | 7  | 13 | 34 | 39 | 37 |
| 10.  | 1. FK Příbram            | 30 | 10 | 6  | 14 | 35 | 41 | 36 |
| 11.  | 1. FC Brno               | 30 | 9  | 8  | 13 | 31 | 40 | 35 |
| 12.  | Bohemians Praha 1905 (N) | 30 | 8  | 10 | 12 | 21 | 29 | 34 |
| 13.  | SK České Budějovice      | 30 | 7  | 10 | 13 | 24 | 35 | 31 |
| 14.  | 1. FC Slovácko (N)       | 30 | 8  | 6  | 16 | 28 | 42 | 30 |
| 15.  | SK Kladno                | 30 | 7  | 4  | 19 | 24 | 50 | 25 |
| 16.  | FK Bohemians Praha       | 30 | 4  | 4  | 22 | 27 | 65 | 1  |

Poznámky:
- Z = Odehrané zápasy; V = Vítězství; R = Remízy; P = Prohry; VG = Vstřelené góly; OG = Obdržené góly; B = Body; Kv = kvalifikace nebo sestup
- N = nováček (minulou sezónu hrál nižší soutěž a postoupil); C = obhájce titulu; P = vítěz českého poháru

- Klubu FK Bohemians Praha bylo za nenastoupení k zápasu původně odečteno 20 bodů,[2] což bylo následně zmírněno na 15 bodů,[3] aby nedohrál soutěž se záporným počtem bodů v tabulce (na hřišti uhrál 16 bodů).

|  | Postup do 2. předkola Ligy mistrů 2010/11   |
|  | Postup do 3. předkola Evropské ligy 2010/11 |
|  | Postup do 2. předkola Evropské ligy 2010/11 |
|  | Sestup do 2. ligy 2010/11                   |

## Výsledky
|                            | OST | B05 | BOH | BRN | CBU | JAB | KLA | LIB | MLB | OLO | PLZ | PŘÍ | SLA | SLO | SPA | TEP |
| -------------------------- | --- | --- | --- | --- | --- | --- | --- | --- | --- | --- | --- | --- | --- | --- | --- | --- |
| FC Baník Ostrava           | XXX | 3:1 | 1:0 | 1:1 | 0:1 | 4:1 | 2:0 | 1:0 | 2:2 | 2:0 | 1:0 | 2:1 | 3:1 | 3:2 | 1:1 | 2:2 |
| Bohemians Praha 1905       | 0:1 | XXX | 3:0 | 0:0 | 2:0 | 0:1 | 0:0 | 0:1 | 2:0 | 2:0 | 0:1 | 1:0 | 1:1 | 0:1 | 0:2 | 1:1 |
| FK Bohemians Praha         | 0:3 | 0:0 | XXX | 2:1 | 0:2 | 0:4 | 1:4 | 2:1 | 2:4 | 0:2 | 2:2 | 1:0 | 0:1 | 1:1 | 2:3 | 1:3 |
| 1. FC Brno                 | 1:1 | 1:2 | 0:0 | XXX | 0:3 | 0:1 | 3:0 | 1:0 | 2:3 | 1:2 | 2:2 | 2:1 | 2:0 | 1:0 | 1:1 | 2:3 |
| SK Dynamo České Budějovice | 1:2 | 0:0 | 3:0 | 1:3 | XXX | 1:1 | 0:0 | 1:1 | 1:3 | 2:1 | 0:0 | 2:1 | 0:1 | 0:0 | 0:0 | 0:0 |
| FK Baumit Jablonec         | 2:1 | 3:0 | 1:0 | 1:0 | 2:0 | XXX | 1:0 | 2:1 | 1:0 | 3:1 | 0:1 | 0:0 | 1:1 | 3:2 | 0:0 | 0:0 |
| SK Kladno                  | 0:3 | 1:2 | 3:2 | 1:0 | 2:1 | 1:2 | XXX | 1:2 | 1:3 | 2:3 | 1:3 | 0:2 | 0:2 | 1:0 | 0:1 | 0:2 |
| FC Slovan Liberec          | 0:1 | 1:1 | 2:3 | 0:1 | 3:0 | 4:2 | 1:1 | XXX | 3:0 | 0:4 | 0:2 | 1:0 | 1:1 | 2:0 | 2:2 | 1:0 |
| FK Mladá Boleslav          | 3:1 | 0:1 | 4:2 | 0:0 | 0:1 | 1:2 | 0:1 | 4:1 | XXX | 2:2 | 4:0 | 2:0 | 0:1 | 3:2 | 1:2 | 0:1 |
| SK Sigma Olomouc           | 0:0 | 1:1 | 3:0 | 5:0 | 2:0 | 0:1 | 1:2 | 2:0 | 1:2 | XXX | 1:0 | 3:1 | 3:1 | 1:0 | 1:1 | 6:2 |
| FC Viktoria Plzeň          | 0:0 | 3:0 | 3:2 | 1:1 | 0:0 | 1:1 | 1:0 | 2:3 | 2:1 | 1:0 | XXX | 3:1 | 4:2 | 2:2 | 2:2 | 2:2 |
| 1. FK Příbram              | 1:1 | 2:0 | 3:2 | 3:1 | 3:1 | 1:2 | 3:2 | 1:1 | 2:2 | 2:1 | 1:0 | XXX | 1:0 | 2:0 | 1:1 | 0:3 |
| SK Slavia Praha            | 3:1 | 3:0 | 3:1 | 3:1 | 3:2 | 0:3 | 0:0 | 0:2 | 1:1 | 1:2 | 0:0 | 3:0 | XXX | 3:0 | 0:1 | 0:0 |
| 1. FC Slovácko             | 0:2 | 1:1 | 2:0 | 0:2 | 1:0 | 1:1 | 2:0 | 0:0 | 1:0 | 2:0 | 2:3 | 2:1 | 3:1 | XXX | 0:1 | 0:2 |
| AC Sparta Praha            | 1:1 | 0:0 | 1:0 | 3:0 | 1:1 | 2:0 | 2:0 | 2:0 | 1:0 | 4:0 | 0:0 | 1:1 | 1:0 | 4:0 | XXX | 1:0 |
| FK Teplice                 | 0:1 | 1:0 | 2:1 | 0:1 | 3:0 | 1:0 | 5:0 | 2:0 | 2:2 | 1:1 | 2:1 | 1:0 | 1:1 | 2:1 | 0:0 | XXX |

Poslední aktualizace: 21. 07. 2013.

## Stadiony
| Klub                       | Stadion                                     | Kapacita |
| -------------------------- | ------------------------------------------- | -------- |
| SK Slavia Praha            | Synot Tip Aréna                             | 21 000   |
| AC Sparta Praha            | Generali Arena                              | 20 854   |
| FK Bohemians Praha         | Stadion Evžena Rošického                    | 19 032   |
| FK Teplice                 | Na Stínadlech                               | 18 221   |
| FC Baník Ostrava           | Bazaly                                      | 17 372   |
| 1. FC Brno                 | Městský fotbalový stadion Srbská            | 12 550   |
| SK Sigma Olomouc           | Andrův stadion                              | 12 014   |
| FC Slovan Liberec          | Stadion U Nisy                              | 9 900    |
| 1. FK Příbram              | Na Litavce                                  | 9 100    |
| 1. FC Slovácko             | Městský fotbalový stadion Miroslava Valenty | 8 121    |
| FC Viktoria Plzeň          | Stadion města Plzně                         | 7 842    |
| Bohemians Praha 1905       | Ďolíček                                     | 7 500    |
| SK Dynamo České Budějovice | Fotbalový stadion Střelecký ostrov          | 6 746    |
| FK Baumit Jablonec         | Stadion Střelnice                           | 6 280    |
| FK Mladá Boleslav          | Městský stadion                             | 5 000    |
| SK Kladno                  | Stadion Františka Kloze                     | 4 000    |

Mezi 15. a 20. kolem jsou týmy, které nemají na svém stadionu vyhřívaný trávník, nuceny hrát na stadionu, který toto kritérium splňuje. Proto budou v tomto období své domácí zápasy hrát týmy Bohemians Praha 1905 a SK Kladno na stadionu Evžena Rošického s kapacitou 19 032 míst a FC Baník Ostrava na stadionu ve Vítkovicích s kapacitou 12 920 míst.

## Televizní práva
Práva na vysílání 1. Gambrinus ligy zůstala v držení České televize, která se rozhodla změnit termíny zápasů, které vysílá přímým přenosem. V této sezóně se tak televizní zápasy budou hrát v sobotu v 18:15 (vysílá ČT4) a v pondělí v 17:30 (vysílá ČT2). Pokračuje také projekt internetového vysílání z minulé sezóny a všechny zápasy tak budou vysílány na stránkách fotbalživě.cz.

## Trenérské změny
| Tým                     | Odchozí trenér   | Důvod                                 | Datum             | Pořadí v tabulce | Příchozí trenér     | Datum             |
| ----------------------- | ---------------- | ------------------------------------- | ----------------- | ---------------- | ------------------- | ----------------- |
| 1. FK Příbram           | Petr Čuhel       | vzájemná dohoda                       | 9. června 2009    | 12. (08/09)      | Karol Marko         | 22. června 2009   |
| FK Bohemians Praha      | Luboš Urban      | konec smlouvy                         | 15. června 2009   | 13. (08/09)      | Robert Žák          | 15. června 2009   |
| FC Baník Ostrava        | Verner Lička     | odchod na pozici sportovního manažera | 16. června 2009   | 9. (08/09)       | Miroslav Koubek     | 16. června 2009   |
| FK Bohemians Praha      | Robert Žák       | neuspokojivé výsledky                 | 16. srpna 2009    | 16. (09/10)      | Jaromír Jindráček   | 16. srpna 2009    |
| Dynamo České Budějovice | Pavel Tobiáš     | neuspokojivé výsledky                 | 14. října 2009    | 16. (09/10)      | Jaroslav Šilhavý    | 14. října 2009    |
| FC Slovan Liberec       | Ladislav Škorpil | neuspokojivé výsledky                 | 7. listopadu 2009 | 11. (09/10)      | Josef Petřík        | 7. listopadu 2009 |
| FK Mladá Boleslav       | Dušan Uhrin ml.  | vzájemná dohoda s vedením             | 23. prosince 2009 | 5. (09/10)       | Karel Stanner       | 4. ledna 2010     |
| SK Slavia Praha         | Karel Jarolím    | neuspokojivé výsledky, odstoupil sám  | 30. března 2010   | 8. (09/10)       | František Cipro     | 30. března 2010   |
| SK Kladno               | Martin Hřídel    | neuspokojivé výsledky                 | 1. dubna 2010     | 16. (09/10)      | Stanislav Procházka | 1. dubna 2010     |

## Statistiky
Poslední aktualizace: 26. 4. 2010

### Branky
- Celkem branek: 478 branek
- Průměr branek na zápas: 2,39 branek
- Průměr branek na ligové kolo: 19,12 branek
- Nejvíce branek v zápase: 8 branek (SK Sigma Olomouc – FK Teplice 6:2, 15. kolo)
- Nejvíce branek v jednom poločase: 5 branek (FK Mladá Boleslav – FC Slovan Liberec 4:1 (první poločas 4:1), 2. kolo, SK Sigma Olomouc – FK Teplice 6:2 (druhý poločas 4:1), 15. kolo)
- Nejvíce branek v ligovém kole: 29 branek (15. kolo)
- Nejméně branek v ligovém kole: 10 branek (10. kolo)

### Střelci
| Pořadí | Hráč              | Klub               | Góly |
| ------ | ----------------- | ------------------ | ---- |
| 1      | Michal Ordoš      | SK Sigma Olomouc   | 12   |
| 2      | Marek Kulič       | FK Mladá Boleslav  | 11   |
| 2      | David Lafata      | FK Baumit Jablonec | 11   |
| 4      | Pavel Šultes      | SK Sigma Olomouc   | 9    |
| 4      | Wilfried Bony     | AC Sparta Praha    | 9    |
| 6      | Mario Lička       | FC Baník Ostrava   | 8    |
| 6      | Daniel Huňa       | 1. FK Příbram      | 8    |
| 8      | Ludovic Sylvestre | FK Mladá Boleslav  | 7    |
| 8      | Václav Ondřejka   | 1. FC Slovácko     | 7    |
| 8      | Tomáš Mičola      | FC Baník Ostrava   | 7    |
| 8      | Marek Bakoš       | FC Viktoria Plzeň  | 7    |
| 8      | Aidin Mahmutović  | FK Teplice         | 7    |
| 8      | Jiří Jeslínek     | FK Bohemians Praha | 7    |
| 8      | Petr Švancara     | 1. FC Slovácko     | 7    |

#### Hattricky
- Zdeněk Šenkeřík (SK Slavia Praha) v zápase 3. kola SK Slavia Praha – FK Bohemians Praha 3:1 (3., 27. a 74. minuta)
- Rudolf Skácel (SK Slavia Praha) v zápase 16. kola SK Slavia Praha – 1. FC Brno 3:1 (31., 42. a 48. minuta)

#### Vychytané nuly
14 čistých kont:
- Jaromír Blažek (AC Sparta Praha)

10 čistých kont:
- Pavel Kučera (SK Dynamo České Budějovice)

9 čistých kont:
- Michal Daněk (FC Viktoria Plzeň)
- Radek Sňozík (Bohemians Praha 1905)
- Tomáš Bureš (1. FC Brno)

8 čistých kont:
- Tomáš Grigar (FK Teplice)
- Michal Špit (FK Baumit Jablonec)

7 čistých kont:
- Vít Baránek (FC Baník Ostrava)

5 čistých kont:
- Lukáš Krbeček (1. FK Příbram)
- Zbyněk Hauzr (FC Slovan Liberec)

## Soupisky mužstev
- V závorce za jménem je uveden počet utkání a branek, u brankářů ještě počet čistých kont

### AC Sparta Praha
Jaromír Blažek (23/0/14),
Matúš Kozáčik (7/0/4) –
Patrik Berger (2/0),
Wilfried Bony (29/9),
Erich Brabec (13/0),
Zdeněk Folprecht (1/0),
Lukáš Hejda (4/0),
Niklas Hoheneder (21/0),
Jan Holenda (11/4),
Roman Hubník (15/1),
Luboš Hušek (9/0),
Martin Jirouš (4/0),
Milan Jurdík (1/0),
Václav Kadlec (29/6),
Luboš Kalouda (16/0),
Jiří Kladrubský (6/0),
Denis Kovba (8/0),
Ladislav Krejčí (3/0),
Juraj Kucka (20/5),
Ondřej Kušnír (29/4),
Miloš Lačný (10/0),
Manuel Pamić (26/0),
Alexandr Prudnikov (8/0),
Tomáš Řepka (28/1),
Libor Sionko (14/4),
Marek Střeštík (5/0),
Lukáš Třešňák (5/0),
Kamil Vacek (27/2),
Martin Zeman (20/1),
Igor Žofčák (24/5) –
trenér Jozef Chovanec

### FK Baumit Jablonec
Luděk Frydrych (2/0/1),
Michal Špit (28/0/13) –
Tomáš Čížek (7/1),
Pavel Drsek (29/4),
Pavel Eliáš (19/1),
Michal Farkaš (1/0),
Anes Haurdić (25/2),
Tomáš Huber (20/2),
Tomáš Jablonský (24/0),
Marek Jarolím (23/4),
Filip Klapka (1/0),
Daniel Kocourek (2/0),
Jan Kovařík (28/2),
Jiří Krejčí (24/1),
David Lafata (27/11),
Luboš Loučka (24/0),
Tomáš Michálek (19/0),
Petr Pavlík (29/5),
Tomáš Pekhart (14/4),
Jiří Valenta (5/0),
Jan Vošahlík (22/3),
Milan Vuković (14/0),
Petr Zábojník (22/1) –
trenér František Komňacký

### FC Baník Ostrava
Vít Baránek (23/0/10),
Antonín Buček (8/0/3) –
René Bolf (20/3),
Michal Frydrych (1/0),
Ján Greguš (12/0),
Jan Hable (2/0),
Dominik Kraut (13/1),
Lee Hyung-Sang (1/0),
Mario Lička (29/8),
Martin Lukeš (29/3),
Tomáš Marek (25/0),
František Metelka (1/0),
Tomáš Mičola (27/7),
Aleš Neuwirth (26/2),
Fernando Neves (26/3),
Vít Přecechtěl (1/0),
Radim Řezník (25/1),
Miloslav Strnad (20/3)
Daniel Tchuř (15/1),
Petr Tomašák (9/0),
Adam Varadi (29/5),
Matěj Vydra (14/4),
Petr Wojnar (15/0),
Jan Zawada (9/0),
Róbert Zeher (28/4) –
trenér Miroslav Koubek

### FK Teplice
Tomáš Grigar (15/0/8),
Martin Slavík (15/0/6) –
Michal Doležal (9/0),
Libor Došek (13/2),
Osama Elsamni (4/0),
Michal Gašparík (4/0),
Andrej Hesek (8/0),
David Kalivoda (19/3),
Martin Klein (25/1),
Admir Ljevaković (26/0),
Petr Lukáš (22/0),
Aidin Mahmutović (29/7),
Jakub Mareš (13/4),
Milan Matula (21/0),
Samir Merzić (6/1),
Jakub Pícha (1/0),
Antonín Rosa (17/1),
Matej Siva (14/1),
Michal Smejkal (8/1),
Vlastimil Stožický (27/5),
Štěpán Vachoušek (27/6),
Pavel Verbíř (26/2),
Richard Veverka (8/0),
Vlastimil Vidlička (27/3),
Tomáš Vondrášek (21/3),
Lukáš Zoubele (11/0) –
trenér Jiří Plíšek

### FC Viktoria Plzeň
Michal Daněk (25/0/10),
Martin Ticháček (6/0/1) –
Marek Bakoš (24/7),
David Bystroň (24/1),
Vladimír Darida (3/0),
Tomáš Hájovský (12/0),
Pavel Horváth (28/5),
Petr Jiráček (26/1),
Daniel Kolář (26/4),
Tomáš Krbeček (8/1),
Jan Lecjaks (22/1),
David Limberský (26/1),
Jiří Mlika (5/0),
Jakub Navrátil (27/1),
Milan Petržela (29/1),
Tomáš Rada (26/2),
František Rajtoral (29/3),
Jan Rezek (22/3),
Filip Rýdel (13/1),
David Střihavka (21/4),
František Ševinský (16/1),
David Vaněček (2/0) –
trenér Pavel Vrba, asistent Karel Krejčí

### SK Sigma Olomouc
Martin Blaha (4/0/2),
Petr Drobisz (10/0/3),
Tomáš Lovásik (16/0/4) –
Lukáš Bajer (27/1),
Jorge Esis Steines Caihame (5/0),
Pavel Dreksa (23/3),
Jakub Heidenreich (7/0),
Tomáš Hořava (22/2),
Michal Hubník (19/5),
Tomáš Janotka (29/3),
Tomáš Kalas (1/0),
Marek Kaščák (21/0),
Martin Komárek (16/0),
Milan Machalický (7/0),
Ondřej Murin (1/0),
Jan Navrátil (9/4),
Tomáš Nuc (6/0),
Ladislav Onofrej (20/0),
Michal Ordoš (28/12),
Rudolf Otepka (12/0),
Jakub Petr (30/4),
Daniel Silva Rossi (26/3),
Aleš Škerle (23/0),
Vojtěch Štěpán (16/0),
Vít Štětina (1/0),
Pavel Šultes (24/9),
Václav Vašíček (2/0),
Michal Vepřek (5/0) –
trenér Zdeněk Psotka

### SK Slavia Praha
Jan Hanuš (4/0/1),
Deniss Romanovs (4/0/0),
Štefan Senecký (4/0/2),
Martin Vaniak (19/0/6) –
Tijani Belaid (14/2),
Ondřej Čelůstka (13/1),
Jaroslav Černý (15/3),
Milan Černý (13/0),
James Dens Maia da Silva (4/1),
Filip Duranski (1/0),
Peter Grajciar (21/4),
Adam Hloušek (15/3),
Jan Hošek (5/0),
David Hubáček (22/0),
Martin Hurka (1/0),
Mirko Ivanovski (10/3),
Petr Janda (20/1),
Marek Jarolím (1/1),
Josef Kaufman (2/0),
Milan Kopic (9/0),
Štěpán Koreš (4/0),
Matej Krajčík (27/1),
Jan Kysela (1/0),
Kevin Lafrance (6/0),
Petr Mareš (1/0),
Riste Naumov (14/3),
Hocine Ragued (23/0),
Rudolf Skácel (5/3),
Jaroslav Starý (2/0),
Marek Suchý (16/0),
Zdeněk Šenkeřík (25/4),
Vladimír Šmicer (3/0),
Libor Tafat (1/0),
Stanislav Tecl (4/0),
Petr Trapp (17/3),
Vitali Trubila (10/0),
Ondřej Vaněk (2/0),
Dušan Vasiljević (9/0),
Stanislav Vlček (23/2),
Benjamin Vomáčka (12/0),
Ladislav Volešák (8/0),
Jan Zákostelský (2/1) –
trenér Karel Jarolím

### FK Mladá Boleslav
Miroslav Miller (9/0/0),
Jan Šeda (14/0/2),
Michal Vorel (7/0/1) –
Jan Bořil (11/0),
David Brunclík (5/0),
Marko Đalović (13/0),
Tomáš Fabián (10/1),
Tomáš Hrdlička (13/1),
Jan Chramosta (24/6),
Tomáš Janíček (14/0),
Václav Kalina (19/2),
Ondřej Kúdela (25/1),
Marek Kulič (24/11),
Jan Kysela (7/0),
Fikru-Tefarra Lemessa (9/0),
Alexandre Mendy (29/2),
Radim Nečas (1/0),
Lukáš Opiela (15/0),
Luboš Pecka (8/2),
Tomáš Poláček (16/2),
Václav Procházka (26/1),
Jan Rajnoch (16/3),
Adrian Rolko (23/1),
Jakub Řezníček (1/0),
Michal Sedláček (11/3),
Ludovic Sylvestre (27/7),
Ivo Táborský (27/4),
Libor Tafat (4/0),
Ondřej Zahustel (6/0) –
trenéři Dušan Uhrin ml. (1.–16. kolo) a Karel Stanner (17.–30. kolo)

### FC Slovan Liberec
Zbyněk Hauzr (24/0/5),
Lukáš Zich (4/0/3),
Zdeněk Zlámal (2/0/0) –
Jan Blažek (12/4),
Miloš Bosančić (20/2),
Josip Čorić (6/2),
Radek Dejmek (24/0),
Jaroslav Diviš (11/0),
Bořek Dočkal (29/5),
Tomáš Frejlach (15/0),
Theodor Gebre Selassie (17/2),
Marcel Gecov (21/1),
Miroslav Holeňák (24/0),
Tomáš Janů (20/0),
Renato Kelić (18/2),
Andrej Kerić (25/5),
Tomáš Krbeček (4/0),
Jiří Liška (15/0),
Ladislav Martan (1/0),
Jan Nezmar (23/4),
Petr Papoušek (22/1),
Dario Purić (1/0),
Jan Polák (12/0),
Zdeněk Polák (1/0),
Daniel Rehák (1/0),
Ondřej Smetana (8/0),
Lukáš Suk (2/0),
Lukáš Vácha (25/1),
Jakub Vojta (6/0),
Lovre Vulin (17/4),
Michal Zeman (9/0) –
trenér Ladislav Škorpil (do listopadu) a Josef Petřík (od listopadu)

### 1. FK Příbram
Lukáš Krbeček (30/0/6) –
Tomáš Borek (12/0),
Francisco Filipe Dos Santos Cafú (7/3),
Filip Dort (9/1),
Antonín Fantiš (19/1),
Daniel Huňa (24/8),
Josef Hušbauer (22/4),
Martin Jirouš (5/0),
Michal Klesa (27/2),
Martin Müller (12/0),
Staníslav Nohýnek (26/0),
Tomáš Pilík (26/2),
Marek Plašil (24/1),
Lukáš Pleško (25/2),
František Schneider (5/0),
Martin Šlapák (2/0),
Zdeněk Šmejkal (25/4),
Jakub Štochl (28/1),
Matěj Štochl (2/0),
Daniel Tarczal (28/0),
Claude Roland Videgla (5/0),
Tomáš Wágner (18/3) –

### 1. FC Brno
Tomáš Bureš (24/0/9),
Martin Doležal (6/0/1) –
Jaroslav Borák (8/0),
David Cupák (5/0),
Jakub Červinek (5/0)
Petr Čoupek (4/0),
Dalmo (12/2),
Richard Dostálek (27/5),
Tomáš Došek (25/6),
František Dřížďal (13/0),
Josef Dvorník (26/0),
Leonardo Fabricio Soares da Costa (9/0),
Andrej Hodek (2/1),
Martin Husár (12/0),
Jiří Huška (11/0),
Filip Chlup (3/0),
Martin Jílek (21/1),
Jan Kalabiška (14/3),
David Kalivoda (1/0),
Juraj Križko (20/1),
Lukáš Křeček (9/0),
Elton Santiago dos Santos Lira (13/0),
Lukáš Mareček (14/0),
Lukáš Michna (9/10),
Tomáš Okleštěk (12/1),
Luděk Pernica (6/2),
Tomáš Polách (26/2),
Michael Rabušic (28/6),
Roman Smutný (6/0),
Martin Sus (5/1),
Róbert Szegedi (1/0),
Rostislav Šamánek (3/0),
Josef Šural (19/0),
Jan Trousil (13/0) –
trenér Miroslav Beránek

### Bohemians Praha 1905
Václav Marek (1/0/0),
Radek Sňozík (28/0/10) –
Lukáš Adam (3/0),
Vladimír Bálek (12/2),
David Bartek (16/0),
Amadou Cissé (9/0),
Martin Cseh (20/0),
Michal Dian (9/0),
Lukáš Hartig (18/1),
Ivan Hašek (19/0),
Tomáš Hrdlička (8/0),
Aziz Ibragimov (23/0),
Ivan Janek (9/0),
Josef Jindřišek (27/0),
Jiří Kaufman (24/4),
Martin Kotyza (4/0),
Pavel Lukáš (20/0),
Jan Moravec (5/0),
Martin Nešpor (4/0),
Marek Nikl (27/0),
Michal Pávek (18/0),
Ferenc Róth (19/0),
Jan Růžička (2/0),
Jiří Rychlík (28/0),
Dalibor Slezák (8/1),
Jiří Šisler (3/0),
Milan Škoda (22/3),
Jan Štohanzl (25/5),
Luděk Zelenka (8/0) –
trenér Pavel Hoftych

### SK Dynamo České Budějovice
Pavel Kučera (30/0/12) –
Petr Benát (15/0),
Peter Černák (23/1),
Petr Dolejš (10/0),
Michal Doležal (9/2),
David Homoláč (6/0),
David Horejš (14/3),
Fernando Tobias de Carvalho Hudson (28/1),
Tomáš Hunal (19/0),
Marián Jarabica (14/0),
Martin Jasanský (3/0),
Michal Kaňák (1/0),
Jan Krob (21/0),
Josef Laštovka (8/0),
Martin Leština (18/1),
Dennis da Silva Lima (3/0),
Ľubomír Meszároš (27/3),
Pavel Mezlík (18/1),
Pavel Novák (2/0),
Zdeněk Ondrášek (24/4),
Rudolf Otepka (13/3),
Michal Rakovan (1/0),
Jan Riegel (24/0),
Tomáš Sedláček (22/1),
Tomáš Stráský (12/2),
Jan Svátek (1/0),
Petr Šíma (27/1),
Ronald Šiklić (1/0),
Marián Timm (2/0),
Ladislav Volešák (11/2),
Michael Žižka (25/0) –
trenér Pavel Tobiáš a Jaroslav Šilhavý

### 1. FC Slovácko
Miroslav Filipko (19/0/5),
Josef Kubásek (1/0/0),
Petr Vašek (10/0/3) –
Tomáš Abrahám (22/1),
René Formánek (9/0),
Lukáš Fujerik (17/4),
Michal Gonda (5/0),
Filip Hlúpik (1/0),
Aleš Chmelíček (13/2),
Milan Kerbr (1/0),
Michal Kordula (22/1),
Tomáš Košút (12/0),
Lukáš Kubáň (21/0),
Martin Kuncl (13/1),
Cléber Nascimento da Silva (26/0),
Radim Nečas (5/0),
Ilja Nestorovski (11/1),
Pavel Němčický (23/0),
Václav Ondřejka (27/7),
Jiří Perůtka (15/0),
Filip Racko (8/0),
Tomáš Randa (14/0),
Ondřej Smetana (11/2),
Václav Stráník (1/0),
Peter Struhár (11/0),
Jakub Svízela (6/0),
Jan Šimáček (4/0),
Petr Švancara (24/5),
Aleš Urbánek (20/0),
Vít Valenta (25/0),
Lukáš Zelenka (17/1) –

### SK Kladno
Peter Kostolanský (5/0/2),
Roman Pavlík (19/0/3),
Jaroslav Tesař (6/0/1) –
Pavel Bartoš (26/2),
Vít Beneš (23/1),
Jan Broschinský (1/0),
Tomáš Cigánek (18/0),
Patrik Gross (25/1),
Lukáš Hajník (13/0),
David Hlava (4/0),
Antonín Holub (24/3),
Tomáš Klinka (16/0),
Marcel Lička (12/1),
František Mašanský (2/0),
Tomáš Mašanský (2/0),
Jan Moravec (6/0),
Peter Mráz (30/0),
Jan Novotný (10/1),
Jan Procházka (28/2),
Zdeněk Rada (2/0),
Tomáš Strnad (26/2),
Patrik Svoboda (6/0),
Ondřej Szabo (22/2),
Jaromír Šilhan (18/0),
Dimitri Tatanašvili (22/4),
Michal Zachariáš (17/1),
David Zoubek (13/2),
Lukáš Zoubele (12/2) –

### FK Bohemians Praha
Jaroslav Beláň (26/0/3),
Petr Pižanowski (4/0/0),
Dominik Rodinger (1/0/0) –
Kwame Eric Adjei (4/0),
Valeriu Andronic (10/1),
Michal Demeter (16/0),
Pavel Devátý (4/0),
Jaroslav Dittrich (21/0),
Roman Dobeš (24/3),
Václav Drobný (8/0),
Tomáš Fenyk (21/1),
Vladimir Gerasimov (1/0),
Pavel Grznár (12/0),
Jan Halama (8/0),
Jakub Heidenreich (6/0),
Martin Horáček (21/1),
Stanley Ibe (18/6),
Jiří Jeslínek (17/7),
Václav Ježdík (8/0),
Marek Kincl (20/4),
Dmitrij Lencević (26/0),
Petr Mach (15/0),
Pavel Macháček (25/1),
Jimmy Modeste (10/0),
Miroslav Obermajer (6/0),
Peter Očovan (10/1),
Jakub Podaný (5/0),
Michal Pospíšil (8/0),
Marek Smola (1/0),
Vít Turtenwald (13/0),
Hidetoši Wakui (10/0),
David Zoubek (14/1) –

## Návštěvnost
- Celkem diváků: 963106 diváků
- Průměr diváků na zápas: 4990 diváků
- Nejvyšší průměrná návštěvnost (doma): 10588 diváků (SK Slavia Praha)
- Nejnižší průměrná návštěvnost (doma):  1384 diváků (FK Bohemians Praha)
- Nejvyšší návštěva: 19 370 diváků (10. kolo, SK Slavia Praha – AC Sparta Praha)
- Nejnižší návštěva:
  - 0 diváků (18. kolo, Bohemians Praha 1905 – SK Sigma Olomouc, hráno bez diváků)
  - 180 diváků (29. kolo, FK Bohemians Praha – FC Viktoria Plzeň)

## Pořadí po kolech
| Klub       | 1  | 2  | 3  | 4  | 5  | 6  | 7  | 8  | 9  | 10 | 11 | 12 | 13 | 14 | 15 | 16 | 17 | 18 | 19 | 20 | 21 | 22 | 23 | 24 | 25 | 26 | 27 | 28 | 29 | 30 |
| ---------- | -- | -- | -- | -- | -- | -- | -- | -- | -- | -- | -- | -- | -- | -- | -- | -- | -- | -- | -- | -- | -- | -- | -- | -- | -- | -- | -- | -- | -- | -- |
| Sparta     | 10 | 10 | 12 | 7  | 5  | 7  | 4  | 4  | 4  | 3  | 6  | 4  | 4  | 4  | 3  | 2  | 3  | 2  | 2  | 1  | 1  | 1  | 1  | 1  | 1  | 1  | 1  | 1  | 1  | 1  |
| Jablonec   | 4  | 6  | 3  | 3  | 1  | 1  | 3  | 2  | 1  | 1  | 2  | 2  | 2  | 2  | 2  | 4  | 1  | 4  | 3  | 3  | 3  | 4  | 4  | 3  | 3  | 3  | 3  | 3  | 3  | 2  |
| Ostrava    | 3  | 7  | 4  | 6  | 7  | 5  | 2  | 5  | 5  | 4  | 3  | 3  | 3  | 3  | 4  | 3  | 4  | 3  | 4  | 4  | 4  | 3  | 2  | 2  | 2  | 2  | 2  | 2  | 2  | 3  |
| Teplice    | 10 | 9  | 5  | 4  | 4  | 2  | 1  | 1  | 2  | 2  | 1  | 1  | 1  | 1  | 1  | 1  | 2  | 1  | 1  | 2  | 2  | 2  | 3  | 4  | 4  | 4  | 4  | 4  | 4  | 4  |
| Plzeň      | 2  | 5  | 7  | 9  | 8  | 8  | 9  | 6  | 7  | 5  | 4  | 5  | 5  | 5  | 5  | 5  | 6  | 6  | 5  | 5  | 5  | 5  | 5  | 5  | 5  | 5  | 5  | 5  | 5  | 5  |
| Olomouc    | 1  | 3  | 9  | 8  | 12 | 11 | 12 | 12 | 13 | 13 | 13 | 11 | 11 | 8  | 7  | 9  | 7  | 7  | 7  | 7  | 8  | 7  | 8  | 7  | 7  | 6  | 6  | 6  | 6  | 6  |
| Slavia     | 4  | 12 | 8  | 5  | 6  | 3  | 5  | 3  | 3  | 6  | 5  | 6  | 7  | 7  | 8  | 7  | 5  | 5  | 6  | 6  | 6  | 8  | 7  | 8  | 8  | 8  | 8  | 8  | 8  | 7  |
| Boleslav   | 4  | 1  | 1  | 1  | 3  | 6  | 6  | 8  | 9  | 9  | 8  | 7  | 6  | 6  | 6  | 6  | 8  | 8  | 8  | 9  | 9  | 6  | 6  | 6  | 6  | 7  | 7  | 7  | 7  | 8  |
| Liberec    | 4  | 14 | 14 | 12 | 8  | 10 | 11 | 11 | 10 | 11 | 11 | 9  | 8  | 11 | 11 | 10 | 10 | 12 | 11 | 12 | 11 | 10 | 10 | 10 | 10 | 10 | 9  | 10 | 11 | 9  |
| Příbram    | 15 | 8  | 6  | 10 | 10 | 9  | 8  | 9  | 6  | 8  | 9  | 10 | 9  | 9  | 9  | 8  | 9  | 9  | 9  | 10 | 10 | 11 | 11 | 9  | 9  | 9  | 10 | 9  | 9  | 10 |
| Brno       | 10 | 3  | 2  | 2  | 2  | 4  | 7  | 9  | 8  | 7  | 7  | 8  | 10 | 10 | 12 | 12 | 11 | 10 | 10 | 8  | 7  | 9  | 9  | 11 | 11 | 11 | 11 | 11 | 10 | 11 |
| Bohemians  | 10 | 10 | 13 | 14 | 14 | 12 | 10 | 10 | 11 | 10 | 10 | 13 | 13 | 12 | 10 | 11 | 12 | 11 | 12 | 11 | 12 | 12 | 12 | 12 | 12 | 12 | 12 | 13 | 13 | 12 |
| Budějovice | 4  | 2  | 10 | 11 | 13 | 14 | 15 | 16 | 16 | 16 | 15 | 15 | 15 | 16 | 14 | 13 | 13 | 13 | 13 | 13 | 13 | 14 | 13 | 13 | 13 | 13 | 13 | 12 | 12 | 13 |
| Slovácko   | 14 | 15 | 11 | 13 | 11 | 13 | 13 | 13 | 14 | 14 | 14 | 12 | 12 | 13 | 13 | 14 | 14 | 14 | 14 | 14 | 14 | 13 | 14 | 14 | 14 | 15 | 14 | 14 | 14 | 14 |
| Kladno     | 4  | 12 | 14 | 15 | 15 | 16 | 14 | 14 | 12 | 12 | 12 | 14 | 14 | 14 | 15 | 15 | 15 | 15 | 15 | 16 | 16 | 16 | 15 | 15 | 15 | 14 | 15 | 15 | 15 | 15 |
| Střížkov   | 16 | 16 | 16 | 16 | 16 | 15 | 16 | 15 | 15 | 15 | 16 | 16 | 16 | 15 | 16 | 16 | 16 | 16 | 16 | 15 | 15 | 15 | 16 | 16 | 16 | 16 | 16 | 16 | 16 | 16 |